# Bio-óleo
Bio-óleo é um líquido negro obtido por meio do processo de pirólise, no qual a biomassa é submetida a altas temperaturas em um ambiente isolado com pouco ou nenhum oxigênio. É utilizado principalmente como combustível para aquecimento e a geração de energia elétrica.

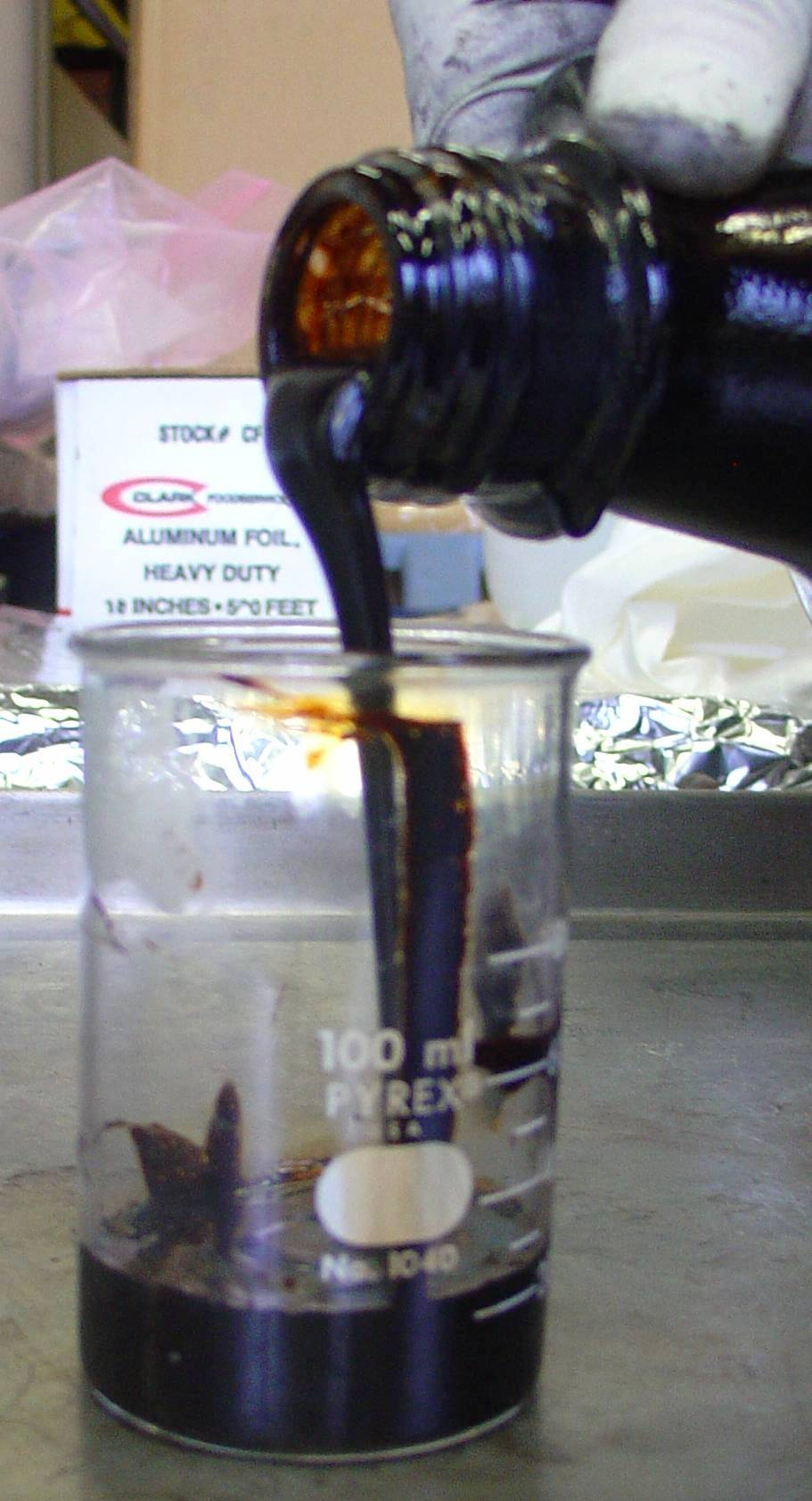
Bio-óleo

A primeira aplicação, em escala industrial, que utiliza o bio-óleo é para a produção de óxido de zinco em uma refinaria no município de Três Marias em Minas Gerais. O combustível é utilizado em substituição a óleos pesados de petróleo como fonte de energia. Nesta aplicação, o calor volatiliza o zinco líquido permitindo a sua reação com o oxigênio atmosférico.